# 1832 en musique
| \| • Retour à la chronologie générale de la musique populaire • \| |
| XXIe siècle • XXe siècle • XIXe siècle • XVIIIe siècle XVIIe siècle • XVIe siècle • XVe siècle • XIVe siècle XIIIe siècle • XIIe siècle • XIe siècle • Xe siècle IXe siècle • VIIIe siècle • Haut Moyen Âge • Rome • Grèce |
| • Retour à la chronologie générale de la musique populaire • |

| • Retour à la chronologie générale de la musique populaire • |

| Années de la musique populaire : 1829 - 1830 - 1831 - 1832 - 1833 - 1834 - 1835    |
| Décennies de la musique populaire : 1800 - 1810 - 1820 - 1830 - 1840 - 1850 - 1860 |

## Événements
- Des modifications apportées à la réglementation de l'armée américaine font des fanfaristes des soldats réguliers, nécessaires pour servir au combat si besoin, créent des rangs de chefs de musique et limitent la taille des orchestres des régiments[1].
- Rock of Ages (en), hymne chrétienne d'Augustus Toplady et Thomas Hastings (en).
- The Bloom is on the Rye (My Pretty Jane) d'Edward Fitzball et Henry Rowley Bishop.
- Interdiction de l'utilisation de la trompe de chasse dans les rues de Paris, à l'exception de la période du Carnaval.

## Naissances
- 1er octobre : Henry Clay Work, compositeur et auteur de chansons américain, mort en 1884.

## Décès
- 2 mai : Pierre-Yves Barré, vaudevilliste, chansonnier et goguettier français, né en 1749.